# Isla Whakaari/White
La isla Whakaari o la isla White (en inglés: White Island)  es un estratovolcán activo de andesita, situado a 48 km de la costa este de la isla Norte de Nueva Zelanda, específicamente en la bahía de Plenty. Las ciudades más cercanas a la parte continental son Whakatane y Tauranga. Forma parte de la zona volcánica de Taupo. 

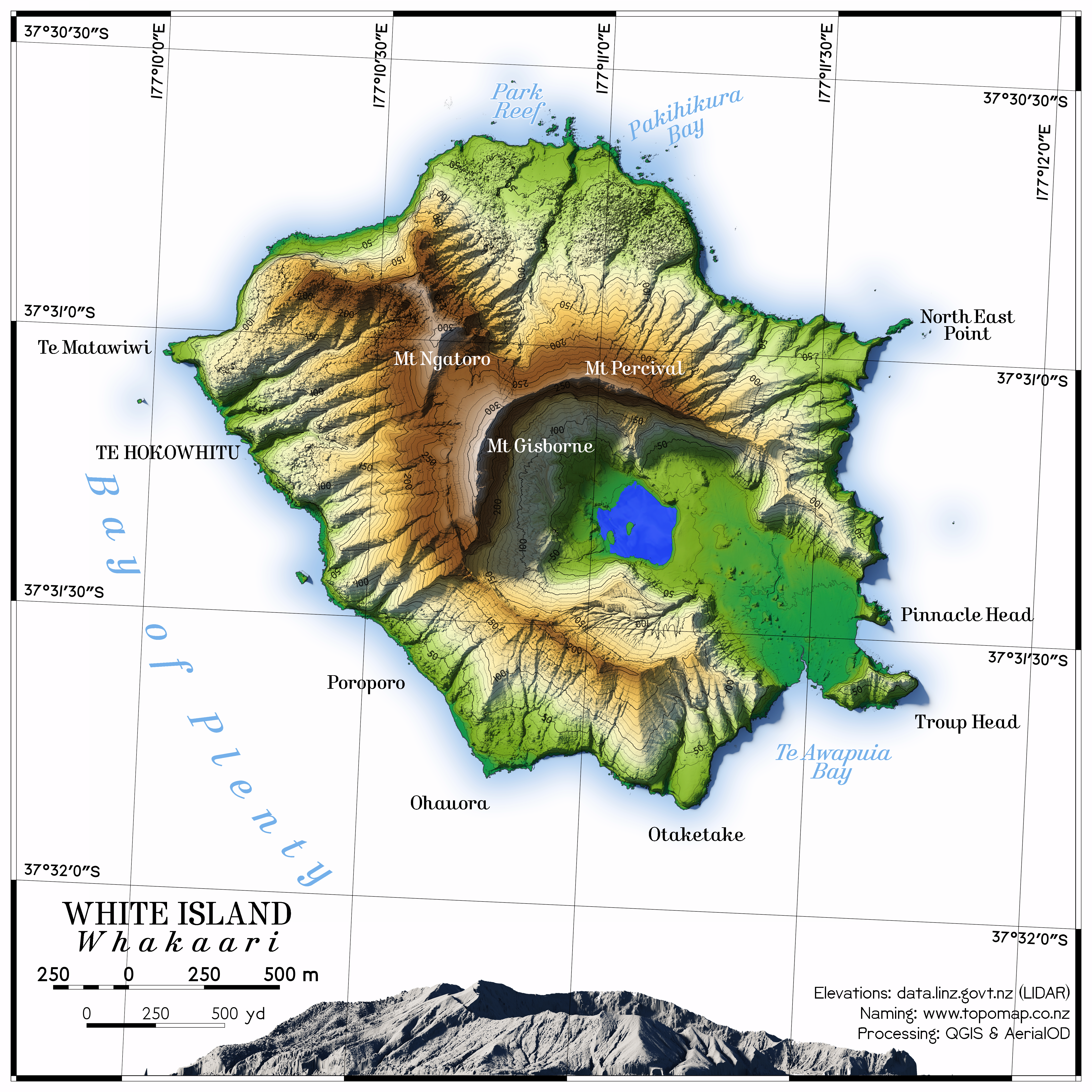
Mapa de White Island

El nombre maorí completo de la isla es Te Puia o Whakaari, que significa "volcán dramático". Fue denominada White por el capitán James Cook el 1 de octubre de 1769, posiblemente debido al vapor blanco que emana de ella. Alternativamente, pudo haber estado aludiendo a los depósitos de guano que una vez cubrieron la isla.
La isla es casi circular, de unos 2 km de diámetro, y se eleva a una altitud de 321 m sobre el nivel del mar. Sin embargo, esto es solo el pico de una montaña submarina mucho más grande, que se eleva a 1600 m sobre el fondo marino cercano.
El 9 de diciembre de 2019 se produjo una erupción que causó diversos muertos y heridos de turistas que visitaban la isla.